# تنظيم صناعي
المنظمة الصناعية هي حقل في علم الاقتصاد مبني على أسس نظرية الشركات للتحقق من البُنية والحدود بين الشركات والسوق.
وُصف هذا الموضوع كعلاقة مع الأسواق التي «لا يمكن تحليلها بسهولة باستخدام نموذج المنافسة المعياري» تضيف المنظمة الصناعية لنموذج المنافسة الممتاز في الحياة الواقعية بعض الأمور كتكاليف التعاملات. واقتصاديات المعلومات المحدودة وحواجز للمدخلات للشركات الجديدة التي قد ترتبط مع منافسات غير جيدة. فهي تحلل المحددات للشركات والسوق والتعاملات بينهما كالسلوك بين المنافسة والاحتكار بما في ذلك التعاملات من الجهات الحكومية.
ثمة منهجيات مختلفة لهذا الموضوع. يمكن وصف أحدها بتوفير عرض عن المنظمة الصناعية كمقاييس المنافسة ونسبة حجم المنظمة في القطاع الذي تعمل فيه. في حين تستخدم منهجية ثانية نماذج الاقتصاد الجزئي لتوضيح التنظيم الداخلي للشركة واستراتيجية السوق. بالنسبة لتفاعل الشركة مع للاستراتيجية، فإن نظرية الألعاب غير التعاونية أصبحت بمثابة طريقة التحيليل القياسية. ثمة مظهر ثالث يوجّه للسياسات العامة كما في القوانين الاقتصادية. وقانون مكافحة الاحتكار.
يدين تطوير المنظمة الصناعية لحقل منفصل بالكثير لإدوار تشامبرلين  وإدوارد س. ماسون وجوي س. بين ولمن تبعهم في هذا المجال.
اختلف تقييم هذا الموضوع مع مرور الزمن. تناولت المقدمة الخاصة ببحث يعود إلى عام 1972 بعنوان «التنظيم الصناعي إلى أين؟» موضوع أن لا يكون كل شيء على ما يرام طالما ازدهر حقل العمل بسهولة جاءت الاستجابة لهذا البحث بعد حوالي 15 عاماً: الحكم اليوم هو أن المنظمة الصناعية بخير وجيدة وهي ملكة الاقتصاد الجزئي.

## التصنيفات الفرعية
Subareas of the subject are defined by the Journal of Economic Literature classification codes, in which Industrial Organization, at JEL: L, comprises one of 19 primary classifications. There, it has 10 categories, each with multiple subcategories. These are listed below, followed by numbered links, if applicable, to similarly classified article-preview links from The New Palgrave Dictionary of Economics Online (2008):
JEL: L0 – عام
JEL: L1 – هيكلية السوق، إستراتيجية الشركة وأداء السوق 
JEL: L2 – أهداف الشركة والتنظيم والسلوك 
JEL: L3 – منظمة غير ربحية وشركة عامة
JEL: L4 – سياسات وقضايا مكافحة الاحتكار 
JEL: L5 – اقتصاديات التنظيم والسياسات الصناعية
JEL: L6 – الدراسات الصناعية: التصنيع 
JEL: L7 – الدراسات الصناعية: المنتجات الأولية والبناء
JEL: L8 – الدراسات الصناعية: الخدمات 
JEL: L9 – الدراسات الصناعية: النقل والمرافق العمومية.

## هيكلية السوق
البُنى السوقية المعروفة ذات العلاقة بهذا المجال هي:
- منافسة مثالية
- منافسة احتكارية
- احتكار القلة
- Oligopsony
- احتكار
- احتكار الشراء

## مجالات الدراسة
Industrial organization investigates the outcomes of these market structures in environments with
- تمييز في الأسعار
- تميز المنتج
- سلعة معمرةs
- Experience goods
- سوق ثانويs or second-hand markets, which can affect the behaviour of firms in primary markets.
- Collusion
- Signalling, such as warranties and advertising.
- اندماج واستحواذ
- مدخلات (اقتصاد) ومخرجات (اقتصاد)

A competitive market structure has the performance outcome of lower costs and lower prices, (Shepherd, W: 1997:4).
The subject has a theoretical side and a practical side. According to one text book: "On one plane the field is abstract, a set of analytical concepts about competition and monopoly. On a second plane the topic is about real markets, teeming with the excitement and drama of struggles among real firms" (Shepherd, W.; 1985; 1).
The extensive use of نظرية الألعاب in industrial economics has led to the export of this tool to other branches of اقتصاد جزئي، such as اقتصاد سلوكي and تمويل الشركات. Industrial organization has also had significant practical impacts on قانون المنافسة and قانون المنافسة.

## History of the field
A 2009 book Pioneers of Industrial Organization traces the development of the field from آدم سميث to recent times and includes dozens of short biographies of major figures in Europe and North America who contributed to the growth and development of the discipline.
Other reviews by publication year and earliest available cited works those in 1970/1937, 1972/1933, 1974, 1987/7 from 1968 on, 3 from 1937 to 1956, and 2009/c. 1900.